# Helen Rosing
Helen Rosing, född 1956 i Danderyd, är en svensk oboist. 
Rosing är första oboist i Svenska Kammarorkestern och har bland annat varit solist i Johan Helmich Romans konsert för oboe d'amore och orkester. Hon började spela oboe vid femton års ålder. Efter diplomexamen 1982 vid Norges musikhögskola fick Rosing anställning som alternerande solooboist i Trondheims Symfoniorkester. Ett par år senare flyttade hon till Stockholm för en tjänst där som solooboist vid Kungliga Hovkapellet och stannade där till 1993. Rosing undervisade 1994-2009 vid Musikhögskolan Ingesund.